# Hafrafellsháls
Hafrafellsháls är en ås i republiken Island. Den ligger i regionen Austurland, 300 km öster om huvudstaden Reykjavík.